# 카와구치 하루나
카와구치 하루나(川口 春奈 가와구치 하루나[*], 1995년 2월 10일 ~ )는 일본의 배우, 패션 모델이다.
나가사키현 고토시(구·후쿠에 시) 출신. 켄온 소속.

## 내력
2007년, 중학교에 들어가기 전(초등학교 6학년 봄 방학), 카와구치 하루나의 친구와 그 모친이 《니콜라》의 오디션에 카와구치 하루나의 이력서를 보냈다. 그랑프리를 획득해, 켄온의 아이 부문 〈켄온.(けんおん。)〉에 소속. 동년 9월 1일 발매의 니콜라 2007년 10월호로 모델 데뷔. 애칭은 〈하루루〉.
2008년 10월 4일부터 익년 3월 28일까지, 어린이용 버라이어티 프로그램 《파이텐션☆테레비》의 걸즈 코너에 레귤러 출연. 이것이 최초로 출연한 TV 프로그램이다. 또, 2009년 3월에 《파이텐션 테레비》의 출연자로 음악 그룹 〈merry merry Boo〉를 결성, 〈지금 당장 Kiss Me〉를 커버했다.
2009년 봄, 미츠이의 리하우스 제13대 리하우스 걸로 선택된다. 3월 1일, 아이 부문 〈켄온.(けんおん。)〉에서 켄온으로 이동. 켄온의 휴대폰 사이트에서 일기 〈하루나 히요리(春な日和)〉가 시작된다. 3월 하순에는 공식 사이트 가 개설되었다.
2009년 7월 9일, Hi-Fi CAMP 〈그러니까 한 발짝 앞으로 내디뎌 나가며〉로 일본 축구 국가대표팀의 나카무라 슌스케 선수와 함께 뮤직 비디오 첫 출연. 동곡은 포카리스웨트 〈운명의 여름 편〉의 CM 곡이 되었다. 8월 상순에 〈포카리 스웨트를 마시고 카와구치 하루나·Hi-Fi CAMP와 만나자!〉의 이벤트로 일본 전국 12도시를 돌았다.
2009년 10월 쿨의 후지 TV 게츠9 드라마 《도쿄 DOGS》로 드라마 데뷔. 2010년 3월 13일, P&G 팬틴 드라마 스페셜 《첫사랑 크로니클》로 첫 주연을 맡는다.
2010년 4월 1일, 2010년도 《니콜라》 부장이 된다.
2010년 6월 7일, 섬광 라이어트의 2대째 응원 걸이 되어, 2010년 8월 1일에 행해진 〈섬광 라이어트 2010〉에서는 응원 걸을 근행했다.
2010년 7월 30일부터 9월에 걸쳐, au LISMO의 CM(LISMO Fes! 편)에 출연. 이 CM은, 잡지 《CM NOW》에서 2010년 CM 대상으로 선택되었다. 11월 2일, 잡지 《닛케이 트렌디》가 선택한 “올해의 얼굴”에 선택되었다.
2011년, 니콜라를 졸업해, 〈앞으로는 배우업에 전념한다〉라고 선언.
니콜라의 표지 기용 횟수는 15회, 속 3회가 단독으로 기용(표지가 된 것은 2008년 11월호, 2009년 1·2·4·7·9·11월호, 2010년 2·6·7·9·10·12월호, 2011년 2·5월호(진한 글씨는 단독)).
2011년 7월, TBS 심야 드라마 범위 〈Friday Break〉에서 방송된 《오란고교 호스트부》로 연속 드라마 첫 주연을 맡는다. 7월 28일 발매의 《주간 영 점프》에서, 첫 수영복 그라비아를 선보였다.
2011년 11월, 제90회 전국 고교 축구 선수권 대회의 7대째 응원 매니저로 취임.
2012년 3월 17일, 영화 《오란고교 호스트부》로 영화 첫 주연. 3월 20일에 1st 사진집 《haruna》를 발매, 사진집은 이시가키 섬, 고향인 고토 열도에서 촬영했다.
2013년 10월 쿨의 TBS 계열 목요 드라마 9 《남편의 그녀》로 주연을 맡는다.
2014년 10월, 무대 《살아있는 것은 없는가》로, 무대 첫 출연·주연.

## 출연

### 텔레비전 드라마
- 도쿄 DOGS (2009년 10월 19일 ~ 12월 21일, 후지 TV) - 타카쿠라 카린 역
- 울지 않기로 결심한 날 (2010년 1월 26일 ~ 3월 16일, 후지 TV) - 카쿠다 아이 역
  - 절대 울지 않기로 결심한 날~긴급 스페셜~ (2010년 7월 2일)
- 첫사랑 크로니클 (2010년 3월 13일, BS후지) - 주연·사토우라 미사키 역
- 건달군과 안경양 (2010년 4월 23일 ~ 6월 25일, TBS) - 히메지 린카 역
- 유성 (2010년 10월 18일 ~ 12월 20일, 후지 TV) - 야스다 미즈키 역
- 오란고교 호스트부 (2011년 7월 22일 ~ 9월 30일, TBS) - 주연·후지오카 하루히 역
- 시라토 오사무의 사건부 제8화 (2012년 3월 16일, TBS) - 후지오카 하루히 역
- 방과후는 미스터리와 함께 (2012년 4월 23일 ~ 6월 25일, TBS) - 주연·키리가미네 료 역
- GTO (2012년 7월 3일 ~ 9월 11일, 칸사이 TV) - 아이자와 미야비 역
  - 가을 스페셜 (2012년 10월 2일)
  - 정월 스페셜! 겨울 방학도 열혈 수업이다 (2013년 1월 2일)
  - 완결편~안녕 오니즈카! 졸업 스페셜 (2013년 4월 2일)
- 고잉 마이 홈 최종화 (2012년 12월 18일, 칸사이 TV) - 코바야시 루카 역
- 킨다이치 소년의 사건부 (닛폰 TV) - 나나세 미유키 역
  - 홍콩 구룡재보 살인사건 (2013년 1월 12일) - 양 란 역[주 1]
  - 옥문학원 살인사건 (2014년 1월 4일)
  - 킨다이치 소년의 사건부 N(neo) (2014년 7월 19일 ~ 9월 20일)
- 쉐어 하우스의 연인 (2013년 1월 16일 ~ 3월 13일, 닛폰 TV) - 니시키노 카오루 역
- 갈릴레오 제2시즌 제2장 (2013년 4월 22일, 후지 TV) - 마나세 카나코 역
- 텐마 씨가 간다 (2013년 7월 15일 ~ 9월 23일, TBS) - 오카자키 아키라 역
- 리얼 탈출 게임 밀실 미소녀 최종화 (2013년 9월 28일, TV 도쿄) - 마담 마멀레이드 역
- 남편의 그녀 (2013년 10월 24일 ~ 12월 12일, TBS) - 주연·야마기시 호시미 역
- 이 미스터리가 대단해!~베스트 셀러 작가로부터의 도전장~ 〈남겨진 전율〉 (2014년 12월 29일, TBS) - 주연·타키가와 마유 역
- 탐정의 탐정 (2015년 7월 9일 ~ 9월 17일, 후지 TV) - 미네모리 코토하 역
- 가족의 형태 제4화 ~ (2016년 2월 7일 ~ , TBS) - 이리에 아카네 역
- 사쿠라자카 부근 이야기 제4화 〈부근 4〉 (2016년 3월 10일, 후지 TV) - 주연
- 수험의 신데렐라 (2016년 7월 10일 ~ 8월 28일, NHK BS 프리미엄) - 엔도 마키 역
- Chef~3성급 급식~ (2016년 10월 ~ 12월, 후지 TV) - 타카야마 하루코 역
- 카인과 아벨 제6화 (2016년 11월 21일, 후지 TV) - 타카야마 하루코 역
- 사랑해도 비밀은 있다 (2017년07년16일~ 2017년09월17일) - 타치바나 사와 역

### 영화
- 만약 고교야구의 여자 매니저가 드러커의 《매니지먼트》를 읽는다면 (2011년 6월 4일, 토호) - 미야타 유키 역
- POV~저주받은 필름~ (2012년 2월 18일, 토호) - 주연·카와구치 하루나 역
- 영화 오란고교 호스트부 (2012년 3월 17일, 소니 픽쳐즈 엔터테인먼트) - 주연·후지오카 하루히 역
- 우리들의 교환일기 (2013년 3월 23일, 쇼게이트) - 코모토 사쿠라 역
- 절규학급 (2013년 6월 14일, 토호 영상 사업부) - 주연·아라키 카나 역
- 사죄의 왕 (2013년 9월 28일, 토호) - 청순파 영화 배우 역
- 마담 마멀레이드의 이상한 수수께끼 (TV 도쿄) - 주연·마담 마멀레이드 역
  - 출제 편 (2013년 10월 25일)
  - 해답 편 (2013년 11월 22일)
- 사랑한다고 말해. (2014년 7월 12일, 쇼치쿠) - 주연·타치바나 메이 역
- 막부 고교생 (2014년 7월 26일, 토에이) - 모리노 에리 역
- 크리피: 일가족 연쇄 실종 사건 (2016년 6월 18일, 쇼치쿠/아스믹 에이스) - 사키 역
- 씁쓸하고 달콤한 (2016년 9월 10일, 엘리펀트 하우스) - 주연·에다 마키 역
- 일주일간 친구. (2017년 2월 18일, 쇼치쿠) - 주연·후지미야 카오리 역

### 무대
- 살아있는 것은 없는가 (2014년 10월 16일 ~ 26일, 아오야마 원형 극장) - 주연·미키 역
- Magician들의 리판타지~ (2016년 6월 22일 ~ 26일, 하이유좌 극장) - 주연·사유리 역

### WEB 드라마
- 연색원무~사랑색 왈츠~ (2010년 11월 5일 ~ 26일, LISMO Channel) - 주연·아키 역
- 윈터 송 episode1 〈사이토 나나의 경우〉 (2011년 12월 15일, facebook 공식) - 주연·사이토 나나 역
- 윈터 송 episode2 〈사카모토 유코의 경우〉 (2012년 1월, facebook 공식) - 주연·사카모토 유코 역
- POV~시다 미라이의 그것만은 미라이데!~ (2011년 12월 2일 ~ 30일, LISMO Channel) - 카와구치 하루나 역
- 오란고교 호스트부~하루히의 해피 버스데이 대작전~ (2012년 1월 6일 ~ 25일, LISMO Channel) - 주연·후지오카 하루히 역

### 인터넷 TV
- nicola© (2009년 ~ 2010년, goomo)

### 그 외 TV 프로그램
- 파이텐션 TV (2008년 10월 4일 ~ 2009년 3월 28일, TV 도쿄)
- 부활동의 천사 (2009년 4월 4일 ~ 9월 19일, 닛폰 TV)
- 카와구치 하루나의 고교 사커혼 (2012년 1월 1일 ~ 9일, 닛폰 TV)
- 쾌뇌! 마지컬 하테나 (닛폰 TV)
- SMAP×SMAP 〈정말로 있었던 사랑 이야기〉 (2013년 12월 2일, 후지 TV) - 사이토 사치코 역

### CM
- 미츠이 부동산 리얼리티 리하우스 걸 (2009년 3월 ~ 2011년) - 제13대째 리하우스 걸
  - (2009년 3월, 가치 주택 편 / 선언 편 / 가치 주택 편 / 내람 편)
- KDDI LISMO (2009년 10월 30일 ~ )
  - (2009년 10월 30일, 산보 편 / 런치 편 / 툇마루 편)
  - (2010년 1월 29일, LISMO LOVES HIGH SCHOOL 편)
  - LISMO Fes! (2010년 7월 30일 ~ )
- 미츠이 부동산 & EARTH (2010년 5월 24일 ~ )
  - (2010년 5월 24일, & EARTH 등장 편)
  - (2010년 8월 18일, & EARTH 카시와노하 편)
- 오츠카 제약 포카리 스웨트 (2009년)
  - (2009년 4월 4일, 첫 출장 편 / 첫 출장·준비 만단 편)
  - (2009년 6월 27일, 운명의 여름 편)
- 카루비 쟈가리코 (2010년 10월 4일 ~ )
  - (2010년 10월 4일, 〈쟈가리코 응원단〉 옥상 편)
  - (2011년 7월, 〈쟈가리코 응원단〉 교정 편)
- P&G 팬틴 (2011년 4월 ~ )
  - (2011년 4월, 나루미 리코 상·카와구치 하루나 상의 발견! 편)
  - (2012년 2월, 신 팬틴 시리즈)
  - (2012년 11월, 트리트먼트니까 가능한 것 싹 정리된다 편)
  - (2013년 4월, 쓸 때마다, 머리의 질감 변한다 편)
  - (2013년 12월, 트리트먼트 14일간 킷 편)
  - (2014년 2월, 머리가 말끔해지면, 앞을 향한다 편)
- SONY 블루레이 디스크 레코더 (2011년 10월 2일, 우는 딸 편 / 마음에 드는 딸 편 / 휴대 전화에 외치는 딸 편)
- SONY 액정 TV BRAVIA (2011년 11월, YouTube™ 편 / Skype™ 편)
- 브리지스톤 사이클 알베르토 (2011년 12월 ~ )
  - 알베르토 통학은 시작합니다 편 (2011년 12월 ~ )
  - 기능 설명 가랑비 편
- 토요타 자동차 PASSO (2012년 2월 1일, 덴데라류바 편) - 나카 리이사와 공동 출연
- 에자이 쇼콜라 BB 스파클링
  - 터지는 포 편 (2012년 4월 7일 ~ )
  - 백설 공주 편
- 미츠이 스미토모 VISA 카드 미츠이 스미토모 프리미엄 기프트 카드 (2012년 5월 21일 ~ )
- LG전자 au 4G LTE isai 시리즈
  - isai LGL22
    - UI 편 (2013년 11월 21일 ~ )
    - Design 편 (2013년 11월 21일 ~ )
    - 그런데도 편 (2014년 3월 2일 ~ )

  - isai FL LGL24
    - 대화면에 〈!〉 편 (2014년 7월 18일 ~ )
    - 고정세에 〈!〉 편 (2014년 7월 18일 ~ )
- JR 동일본 JR SKI SKI
  - 겔렌데 매직 편 (2013년 12월 3일 ~ )
  - 안 하는 거야? 편 (2013년 12월 9일 ~ )
  - 겨울의 불꽃 편 (2014년 1월 ~ )
- 야쿠르트 미루쥬
  - 고쿠고쿠, 고큔! 편 (2014년 5월 27일 ~ )
- 타운워크 〈그 경험은 아군이다.〉 (2014년 7월 16일 ~ )
  - 선언 편
  - 델리 편
- 아지노모토 (크노르 식품) 크노르 컵 수프 (2015년 9월 27일 ~ )
- 미츠이 스미토모 해상 화재 보험 〈첫 자동차 보험〉 〈1DAY 보험〉 (2015년 10월 2일 ~ )
- 리크루트 캐리어 〈리크내비 2017〉 (2016년 2월 15일 ~ )
- Happy Elements 〈라스트 피리어드 -끝없는 나선 이야기-〉 (2016년 10월 22일 ~ )

### 라디오
- SCHOOL OF LOCK! (TOKYO FM)
  - FRIDAY (2010년 7월 23일)
  - GIRLS LOCKS! (2012년 4월 16일 ~ 2015년 3월 19일) - 3주째 퍼스낼리티

### 내용
1. ↑  이 작품에서는 나나세 미유키와 양 란의 1인 2역을 연기했다.